# الحرب الفيتنامية اللاوسية (1479-1480)
الحرب الفيتنامية-اللاوسية بين عامي 1479 و1484، وتعرف أيضًا باسم حرب الفيل الأبيض، وهي نزاع قصير الأمد نسبيًا بين ماندالا لان سانغ اللاوسية ومملكة داي فييت الفيتنامية. وقد ساهمت هذه الحرب ونتائجها في تشكيل لاوس بشكل كبير.
دافعت ماندالا لان سانغ عن نفسها ضد محاولة مملكة داي فييت للتوسع غربًا والسيطرة بشكل أكبر على جنوب شرق آسيا. انتهت الحرب بشكل غير حاسم، إذ لم يتمكن أي من الطرفين من تحقيق النصر. في النهاية، تعافت لان سانغ من أثار الحرب وبدأت بالازدهار مرة أخرى، بينما اكتسبت داي فييت مكانتها كأقوى دولة في جنوب شرق آسيا.

## الخلفية والعلاقات الأولية
بدأ تاريخ لان سانغ في عام 1351، إذ قاد فا نغوم الأمير الذي نُفي من مملكة موانغ سوا التايية جيشًا شمال إمبراطورية الخمير لاستعادة عرش أجداده. عندما اتجه فا نغوم نحو موانغ سوا، كبُر جيشه ليصبح قوة مهمة تهزم المنافسين، وتُخضع الماندالات المحلية، وحصلت على دعم مملكة موانغ فوان.
كانت داي فييت في ذلك الوقت مملكة مستقلة تتمتع بخمسمئة عام من التحرر من الهيمنة الصينية. ومع ذلك، كان الفيتناميون في خضم صراع دام قرونًا مع مملكة تشامبا القوية. وقلقين بشأن الهجمات المحتملة من التشامبيين، سعى ملك داي فييت إلى إبعاد فا نغوم في عام 1351 ودخل معاهدة حدودية لمنع الحرب مع الأمير.
بعد ذلك بعامين، نجح فا نغوم بغزو موانغ سوا وأصبح التاج له. كانت أحد الإجراءات الأولى التي اتخذها الملك المتوج حديثًا في ذلك الوقت هي إعادة تسمية البلد باسم لان سانغ. وعبر غزوات فا نغوم في السنوات الأولى أصبحت الحدود أكثر أمانًا، وعاشت لان سانغ بسلام مع جيرانها لأكثر من نصف قرن. أما مملكتا داي فييت وتشامبا فقد واصلتا حربهما.

## الذريعة
في عام 1402، دخلت لان سانغ معاهدة مع أسرة مينغ الصينية، واعتُرف بها «كحكم أجنبي خاضع مسؤول عن الحفاظ على السلام والأمن على الحدود الجنوبية للصين». بعد ذلك بوقت قصير، غزت أسرة مينغ مملكة داي فييت. وفي عام 1407 هزم الصينيون الفيتناميين وبدأوا فترة هيمنتهم الرابعة. 
خلال العشرين عامًا من الفترة الرابعة للهيمنة الصينية على داي فييت، بدأت العلاقة الجيدة بين لان سانغ وداي فييت بالتدهور. وفي عام 1418، بدأ لو لوي، ابن أحد الأرستقراطيين الفيتناميين، حرب عصابات ضد المينغ. في عام 1421 أثناء معركة داي فييت من أجل الاستقلال، عرض ملك لان سانغ مساعدة عسكرية للو لوي، وعندما وصلت القوات اللاوسية إلى داي فييت، انحازت على الفور إلى جانب الصينيين. على الرغم من أن مشاركة قوات لان سانغ في الحرب كانت قصيرة، إلا أن الفيتناميين نظروا إلى عملهم على أنه خيانة.
في عام 1428، هزم لو لوي أسرة مينج وأسس سلالة فيتنامية جديدة. وعلى مدى الأعوام الاثنين والثلاثين التالية، عاشت داي فييت ولان سانغ بسلام. خلال هذا الوقت، كانت لان سانغ مشغولًة بالصراع الداخلي، بينما عادت حرب داي فييت مع التشامبيين مرة أخرى.
بدءًا من عهد الملك الفيتنامي لو ثان تونغ في عام 1460، بدأت داي فييت بالتصرف بعدوانية تجاه جيرانها. فضمت الأراضي اللاوسية المجاورة وجعلتها خاضعة للمملكة، وبالرغم من احتمال حدوث مناوشات، لكنها لم تتطور إلى حرب شاملة، إذ بقي الفيتناميون قلقين بشأن التهديدات من أعدائهم التاريخيين، الصينيين والتشامبيين. وفي عام 1471، أصبحت مملكة داي فييت قويًة بدرجة كافية جعلتهم يغزون مملكة تشامبا، وسحقوا جيشهم، وأنهوا نظام حكم تشامبا بشكل نهائي.
في نفس العام، تحركت مملكة داي فييت أيضًا لجعل لان سانغ ماندالا خاضعة لها، وموانغ فوان مقاطعة إدارية، وتسليم الماندرين الفيتناميين المسؤولية. أدى هذا العمل العلني إلى ثورة كانت نتيجتها مذبحة لقوات الاحتلال الفيتنامية عام 1478. وبسبب ذلك غزا الفيتناميون لان سانغ في عام 1479 وبدأت الحرب بين المملكتين.
شعر الفيتناميون أن لديهم تبريرًا مضاعفًا فيما يتعلق بالغزو والحرب. فقد اعتقد أن الملك الفيتنامي لو ثان تونغ أن لان سانغ كانت المسؤولة عن مذبحة القوات الفيتنامية عام 1478. ثانيًا، أراد الفيتناميون الانتقام من الخيانة التي عانوا منها عام 1421 أثناء حرب الاستقلال ضد الصينيين، بشأن المساعدة العسكرية التي وعدت بها لان سانغ، ولكنها لم تفي. وأخيرًا، كتبرير ثالث، تعرض الملك الفيتنامي لإهانة شديدة خلال تلك الفترة حين أرسل ملك لاوس صندوقًا يحتوي على روث فيل أبيض. وبسبب هذه الإهانة الأخيرة، عُرف الصراع باسم «حرب الفيل الأبيض».